# Philonicus curtatus
Philonicus curtatus là một loài ruồi trong họ Asilidae. Philonicus curtatus được Oldroyd miêu tả năm 1964. Loài này phân bố ở miền Ấn Độ - Mã Lai.